# David Wheaton
David Wheaton (Minneapolis, 2 juni 1969) is een voormalig tennisspeler uit de Verenigde Staten. Hij was als professional tussen 1988 en 2001 actief in het internationale tenniscircuit.
Wheaton, altijd herkenbaar spelend met zijn stars-and-stripes bandana, won zowel in het enkel- als in het dubbelspel drie ATP-toernooien.
Bij de junioren won Wheaton in 1987 de titel op het US Open in het enkelspel.
Wheaton speelde voor zijn profcarrière college-tennis op de Stanford-universiteit.

## Palmares
| Legenda                       |
| ----------------------------- |
| Grand Slam                    |
| Olympische Spelen             |
| Tennis Masters Cup            |
| ATP Masters Series            |
| ATP International Series Gold |
| ATP International Series      |

#### Enkelspel
| Nr.              | Datum            | Toernooi          | Ondergrond | Tegenstander in finale | Score            | Details |
| ---------------- | ---------------- | ----------------- | ---------- | ---------------------- | ---------------- | ------- |
| Gewonnen finales |                  |                   |            |                        |                  |         |
| 1.               | 13 mei 1990      | ATP Kiawah Island | Gravel     | Mark Kaplan            | 6-4, 6-4         | Details |
| 2.               | 10 december 1991 | Grand Slam Cup    | Tapijt (i) | Michael Chang          | 7-5, 6-2, 6-4    | Details |
| 3.               | 10 juli 1994     | ATP Newport       | Gras       | Todd Woodbridge        | 6-4, 3-6, 7-6(5) | Details |
| Verloren finales |                  |                   |            |                        |                  |         |
| 1.               | 24 maart 1991    | ATP Key Biscayne  | Hardcourt  | Jim Courier            | 6-4, 3-6, 4-6    | Details |
| 2.               | 16 juni 1991     | ATP Londen        | Gras       | Stefan Edberg          | 2-6, 3-6         | Details |
| 3.               | 16 mei 1993      | ATP Coral Springs | Gravel     | Todd Martin            | 3-6, 4-6         | Details |
| 4.               | 16 juli 1995     | ATP Newport       | Gras       | David Prinosil         | 6-7(3), 7-5, 2-6 | Details |

### Dubbelspel
| Nr.                           | Datum            | Toernooi        | Ondergrond | Partner              | Tegenstanders in finale         | Score                    | Details |
| ----------------------------- | ---------------- | --------------- | ---------- | -------------------- | ------------------------------- | ------------------------ | ------- |
| Gewonnen finales heren dubbel |                  |                 |            |                      |                                 |                          |         |
| 1.                            | 29 juli 1990     | ATP Montréal    | Hardcourt  | Paul Annacone        | Broderick Dyke Peter Lundgren   | 6-1, 7-6                 | Details |
| 2.                            | 18 april 1993    | ATP Hong Kong   | Hardcourt  | Todd Woodbridge      | Sandon Stolle Jason Stoltenberg | 6-1, 6-3                 | Details |
| 3.                            | 5 mei 1996       | ATP Atlanta     | Gravel     | Christo van Rensburg | Bill Behrens Matt Lucena        | 7-6, 6-2                 | Details |
| Verloren finales heren dubbel |                  |                 |            |                      |                                 |                          |         |
| 1.                            | 9 september 1990 | US Open         | Hardcourt  | Paul Annacone        | Pieter Aldrich Danie Visser     | 2-6, 6-7, 2-6            | Details |
| 2.                            | 27 januari 1991  | Australian Open | Hardcourt  | Patrick McEnroe      | Scott Davis David Pate          | 7-6(4), 6-7(8), 3-6, 5-7 | Details |
| 3.                            | 19 mei 1991      | ATP Umag        | Gravel     | Richey Reneberg      | Gilad Bloom Javier Sánchez      | 6-7, 6-2, 1-6            | Details |
| 4.                            | 12 juli 1992     | ATP Newport     | Gras       | Paul Annacone        | Royce Deppe David Rikl          | 4-6, 4-6                 | Details |
| 5.                            | 9 augustus 1992  | ATP Los Angeles | Hardcourt  | Francisco Montana    | Patrick Galbraith Jim Pugh      | 6-7, 6-7                 | Details |
| 6.                            | 10 juli 1994     | ATP Newport     | Gras       | Kent Kinnear         | Alex Antonitsch Greg Rusedski   | 4-6, 6-3, 4-6            | Details |
| 7.                            | 23 april 1995    | ATP Nice        | Gravel     | Luke Jensen          | Cyril Suk Daniel Vacek          | 6-3, 6-7, 6-7            | Details |
| 8.                            | 15 oktober 1995  | ATP Tel Aviv    | Hardcourt  | Kent Kinnear         | Jim Grabb Jared Palmer          | 4-6, 5-7                 | Details |
| 9.                            | 12 mei 1996      | ATP Pinehurst   | Gravel     | Ken Flach            | Pat Cash Patrick Rafter         | 2-6, 3-6                 | Details |
| 10.                           | 8 maart 1998     | ATP Scottsdale  | Hardcourt  | Kent Kinnear         | Cyril Suk Michael Tebbutt       | 6-4, 1-6, 6-7(6)         | Details |
| 11.                           | 11 april 1999    | ATP Hongkong    | Hardcourt  | Andre Agassi         | James Greenhalgh Grant Silcock  | walk-over                | Details |
| 12.                           | 17 juni 2001     | ATP Londen      | Gras       | Eric Taino           | Bob Bryan Mike Bryan            | 3-6, 6-3, 1-6            | Details |

## Resultaten grandslamtoernooien
| Legenda | Legenda                          |
| ------- | -------------------------------- |
| g.t.    | geen toernooi gehouden           |
| l.c.    | lagere categorie                 |
| –       | niet deelgenomen                 |
| G       | uitgeschakeld in de groepsfase   |
| 1R      | uitgeschakeld in de eerste ronde |
| 2R      | uitgeschakeld in de tweede ronde |
| 3R      | uitgeschakeld in de derde ronde  |
| 4R      | uitgeschakeld in de vierde ronde |
| KF      | uitgeschakeld in de kwartfinale  |
| HF      | uitgeschakeld in de halve finale |
| F       | de finale verloren               |
| W       | het toernooi gewonnen            |
| w-v     | winst/verlies-balans             |

### Enkelspel
| Toernooi        | 1987 | 1988 | 1989 | 1990 | 1991 | 1992 | 1993 | 1994 | 1995 | 1996 | 1997 | 1998 |
| --------------- | ---- | ---- | ---- | ---- | ---- | ---- | ---- | ---- | ---- | ---- | ---- | ---- |
| Australian Open | –    | –    | 1R   | KF   | 1R   | 4R   | 3R   | –    | 4R   | 2R   | –    | 2R   |
| Roland Garros   | –    | –    | 2R   | 1R   | 1R   | 2R   | 1R   | 2R   | 3R   | 2R   | –    | –    |
| Wimbledon       | –    | –    | 1R   | 4R   | HF   | 3R   | 4R   | 1R   | 3R   | 3R   | –    | 1R   |
| US Open         | 1R   | –    | 2R   | KF   | 4R   | 3R   | 1R   | 1R   | 2R   | 4R   | 1R   | 1R   |

### Mannendubbelspel
| Toernooi        | 1987 | 1988 | 1989 | 1990 | 1991 | 1992 | 1993 | 1994 | 1995 | 1996 | 1997 | 1998 |
| --------------- | ---- | ---- | ---- | ---- | ---- | ---- | ---- | ---- | ---- | ---- | ---- | ---- |
| Australian Open | –    | –    | 1R   | 2R   | F    | –    | 1R   | –    | 1R   | 1R   | –    | HF   |
| Roland Garros   | –    | –    | –    | 1R   | 2R   | 2R   | 1R   | –    | HF   | 1R   | –    | –    |
| Wimbledon       | –    | –    | –    | 2R   | –    | –    | 2R   | –    | –    | 1R   | –    | –    |
| US Open         | 1R   | –    | KF   | F    | –    | 1R   | 2R   | 1R   | 2R   | 3R   | –    | 2R   |